# Operacje w Dżabal Nafusa
Operacje w Dżabal Nafusa − szereg walk o miasta w górach Dżabal Nafusa na froncie zachodnim podczas wojny domowej w Libii między libijskimi siłami rządowymi i rebeliantami.

## Tło
15 lutego 2011 w Libii rozpoczęły się masowe antyrządowe protesty. Na froncie zachodnim główne walki o miasta Az-Zawija i Misrata rozpoczęły się 24 lutego. Az-Zawija została zdobyta przez siły rządowe 10 marca, a Misrata została oblężona i trwały w niej wyniszczające walki.
Wiele miast w tym także w Dżabal Nafusa 23 lutego zbuntowało się przeciwko rządom Mu’ammara al-Kaddafiego. Wobec tego libijski przywódca posłał tam swoje wojska.

## Operacje w Dżabal Nafusa

### Ofensywa sił rządowych
1 marca siły rządowe wyruszyły z Trypolisu na południe. Szybko zajmowały tereny, które zbuntowały się przeciwko władzy centralnej. Pierwszym miastem, które zostało odbite było Gharjan, największe miasto w regionie. Tego samego dnia odbito miasto również Sabratę.
2 marca rebelianci zaczęli masowo opuszczać Gharjan. Po odbiciu tego miasta, lojaliści przygotowywali się na szturm na Az-Zintan. W tym samym czasie rebelianci szykowali miasto do obrony. W międzyczasie opozycjoniści odparli trzy ataki 30 km na wschód od tego miasta.
Atak na Az-Zintan nastąpił 6 marca. Pierwszy szturm został odparty – zginęło 20 żołnierzy i 5 rebeliantów. Pojmano także 10 żołnierzy, w tym dowódcę brygady. Armia rozpoczęła wówczas regularne oblężenie. Tego samego dnia wojsko otoczyło również miasto Jafran.
18 marca lojaliści przypuścili szturm na Nalut. O 2:00 w nocy rebelianci odparli atak. W walkach zginęło 4 żołnierzy al-Kaddafiego i jeden rebeliant. 18 żołnierzy dostało się do niewoli.
21 marca wojsko al-Kaddafiego zaatakowało oblegane Az-Zintan. Kolejnego dnia kontynuowano natarcie w mieście. Od północy do miasta wjechało 50-60 czołgów. Zginęło 10 osób. Żołnierze wstrzymali atak w godzinach popołudniowych. Rano 23 marca armia rządowa wznowiła bombardowanie Az-Zintan, jednak bez większych sukcesów. 24 marca ciężki ostrzał artylerii i czołgów ustał. Rebelianci powiedzieli, że przejęli jeden z pojazdów opancerzonych, w którym znaleźli 1200 rakiet Grad. Pojmano pięciu lojalistów. W czasie walk o miasto zginęło 16 osób, w tym ośmiu rebeliantów.
Równolegle do wyżej opisanych walk, toczyły się starcia w Jafranie, gdzie zginęło dziewięć osób.

### Ostrzał miast
Po tygodniowej przerwie, 1 kwietnia wojsko al-Kaddafiego odpaliło kilka rakiet Grad na Az-Zintan. Rozpoczęło się oblężenie miasta Kikla oraz atak na miejscowość Aquilla.
3 kwietnia siły al-Kaddafiego kontynuowały ostrzał Jafranu, w tym dzielnic mieszkalnych, za pomocą rakiet Grad. Zginęły dwie osoby, a cztery zostały ranne.
4 kwietnia armia libijska odbiła Kiklę.
5 kwietnia rebelianci z Az-Zintan i Nalut przegrupowali się i wysłali posiłki do atakowanego Jafranu, w wyniku czego udało się odeprzeć nata.
8 kwietnia lotnictwo NATO uderzyło na magazyny broni znajdujące się 15 km na południowy wschód od Az-Zintan, a należące do sił al-Kaddafiego.
9 kwietnia uchodźcy z Kalaa powiedzieli dziennikarzom Reutersa, że żołnierze palili ropociągi, zabijali owce i gwałcili dziewczynki i kobiety.
14 kwietnia rebelianci odparli atak sił rządowych pod Rihaibat. Miasto znalazło pod oblężeniem.
15 kwietnia, ośmiu rebeliantów zostało zabitych i 11 ranionych w ciężkich walkach w pobliżu Az-Zintan, podczas którym schwytano także kilku żołnierzy. Rebelianci podali również, że NATO uderzyło w jednostki pancerne lojalistów w okolicach tego miasta.
W dniach 17-18 kwietnia wojska al-Kaddafiego prowadziły intensywny ostrzał miast Nalut i Jafran. W sumie w tych dwóch miastach zginęło w tych dniach 110 rebeliantów i cywilów.
19 kwietnia ostrzelano Nalut w wyniku czego zginęły cztery osoby.

### Walki o Wazzin; odbicie przez siły rządowe Jafranu
21 kwietnia rebelianci przejęli kontrolę na przejściem granicznym w Wazzin, na granicy libijsko-tunezyjskiej. W pobliżu granicy walki toczyły się od wieczoru 19 kwietnia. 150-200 pokonanych i rozbrojonych żołnierzy Kadafiego przekroczyło granicę z Tunezją, szukając tam schronienia. 13 lojalistów, w tym oficerowie i generał oddało się w ręce bojowników.
22 kwietnia NATO uderzyło w wojska rządowe pod Az-Zintan. Zniszczeniu uległy dwa czołgi, dwa bunkry i kilka budynków.
23 kwietnia wojska al-Kaddafiego opanowały miasto Jafran, położony na północny wschód od Az-Zintan. W walkach zginęło siedmiu rebeliantów, a 11 zostało rannych. Jednocześnie lojaliści rozpoczęli oblężenie Wazzin, które utracili dwa dni wcześniej. 24 kwietnia armia podjęła próbę odbicia miasta Wazzin z rąk rebeliantów. Miasto było oblegane przez jeden dzień.
26 kwietnia setki mieszkańców oblężonego Az-Zintan uciekło do Tunezji. Dzień później lojaliści zaatakowali miasto 20 rakietami Grad. W wyniku ataku uszkodzony został szpitalny parking, a także główne wejście i wjazd dla karetek. Ranne zostały trzy osoby.

### Walki na granicy z Tunezją
28 kwietnia wojska al-Kaddafiego odbiły przejście graniczne z Tunezją – Wazzin-Az-Zahibat – zdobyte przez powstańców w tydzień wcześniej. W czasie starć z powstańcami wojska al-Kaddafiego wtargnęły na terytorium Tunezji i ostrzelały tunezyjskie posterunki na przejściu granicznym, co spotkało się z potępieniem ze strony władz tego kraju i żądaniem zaprzestania naruszania granicy przez libijskie wojska.
29 kwietnia doszło do walk libijsko-tunezyjskich w tunezyjskim nadgranicznym mieście Az-Zahibat. Wojsko al-Kaddafiego zaatakowało w mieście libijskich powstańców, którzy wycofali się do niego po utraceniu dzień wcześniej przejścia granicznego Wazzin-Az-Zahibat. Armia libijska ostrzelała miasto. W wyniku ostrzału miasta zginęła Tunezyjka. Tunezyjskie wojsko powstrzymało natarcie na obrzeżu miasta, ale kilka libijskich pojazdów pancernych dostało się do centrum. W wymianie ognia zginęło lub zostało rannych wielu żołnierzy al-Kaddafiego. Ostatecznie tunezyjskie wojsko wyparło wroga z miasta, żołnierze al-Kaddafiego wycofali się na swoją stronę granicy. Po kilku godzinach bitwy powstańcy ponownie kontrolowali przejście graniczne. Spodziewając się ataku al-Kaddafiego na przejście, tunezyjskie służby graniczne już wcześniej wycofały swoich ludzi z posterunków granicznych. Incydent został zdecydowanie potępiony przez władze Tunezji.